# تبدیل موجک ایستا
تبدیل موجک ساکن یکی از تبدیل‌های موجک است که مهم‌ترین خاصیت آن ناوردا بودنِ زمانی آن است. این روش مشابه تبدیل موجک گسسته است، با این تفاوت که عمل زیرنمونه‌گیری از سیگنال در این روش انجام نمی‌شود و در عوض فیلترها بالانمونه‌گیری می‌شود.

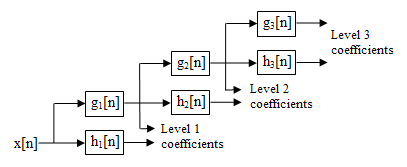
بانک فیلتر از مرتبه سه SWT

که فیلتر هر مرتبه بالانمونه‌گیری شده فیلترِ متناظر مرتبهٔ پایین‌تر است.

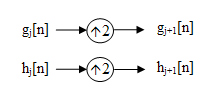
فیلترهای SWT

این تبدیل به طور ذاتی به افزونگی داده‌ها می‌انجامد؛ چرا که تعدادِ نقاط در هر مقیاس برابر با تعداد داده‌های سیگنال اصلی است. بدین ترتیب، یک تجزیهٔ از مرتبه N به ۲N به افزونگی داده‌ها می‌انجامد.